# アイ・フランケンシュタイン
『アイ・フランケンシュタイン』（原題: I, Frankenstein）は、2014年にアメリカ合衆国とオーストラリアで製作されたアクション映画である。原作はケヴィン・グレイヴォーの同名グラフィック・ノベルである。監督・脚本はスチュアート・ビーティー、主演はアーロン・エッカートが務める。

## あらすじ
1795年、ヴィクター・フランケンシュタイン博士はモンスターを創造した。死体をつぎはぎした魂のないモンスターだった。そのため、博士はモンスターを拒絶した。モンスターは激怒し、ヴィクターの妻、エリザベスを殺してしまった。ヴィクターは復讐を果たすべくモンスターを追って北極へ行ったが、あまりの寒さに凍えてしまった。モンスターは自らを創造した博士を埋葬したところ、悪魔に襲われてしまう。それはモンスターを助けてガーゴイルの女王リオノアと司令官のギデオンのもとに連れて帰るべくオフィルとケジアーが北極に到達する前のできごとであった。リオノアは大天使ミカエルによって、人類を守るために地球上で悪魔と戦えるようにモンスターたちは創造されたのだと説明する。ガーゴイルたちはモンスターに「アダム」という名前を付け、自分たちとともに行動するように勧めた。しかし、アダムは、デーモンを昇天させる（デーモンの肉体を破壊し、その魂を地獄に閉じ込めること）武器をもらって単独行動することにした。
何世紀もの間、アダムは自らを追ってくる悪魔を追い払い続けていた。ナイトクラブでの戦闘中、人間の警察官が巻き添えになって死んでしまう。アダムはガーゴイルたちに呼び出されている間、悪魔ヘレクが悪魔の指導者ナベリアス王子にアダムの生存を伝える。ナベリアスは一流のビジネスマン、チャールズ・ワセックスとして人間界に潜伏していた。ワセックス（ナベリアス）は科学者のテラ・ウェイドを雇い、死者の復活を実現させようとした。それと同時に最強の悪魔ズリエルに率いさせた悪魔の軍団をガーゴイルの大聖堂に送り込み、アダムを捕えようとした。ナベリアスは死者蘇生の秘密を解き明かしたかったのである。

## キャスト
※括弧内は日本語吹替
- アダム・フランケンシュタイン / フランケンシュタインの怪物 - アーロン・エッカート（東地宏樹）

死体と電気によって創造されたモンスター。
- ナベリアス王子 / チャールズ・ワセックス - ビル・ナイ（有本欽隆）

ルシフェルと共に地獄に落ちた堕天使の一人だったが、今は悪魔のリーダーとなっている。
- テラ・ウェイド - イヴォンヌ・ストラホフスキー（世戸さおり）

死者蘇生の秘密を解き明かすためにナベリアスに雇われた科学者。
- リオノア - ミランダ・オットー（藤本喜久子）

ガーゴイルの女王。
- ズリエル - ソクラティス・オットー

ナベリアスの配下のなかで最強の悪魔。
- ギデオン - ジェイ・コートニー（玉木雅士）

ガーゴイル軍の司令官。
- カール・アヴェリー - ニコラス・ベル

ウェイドの同僚の科学者。
- デカル - ケヴィン・グレイヴォー

高位の悪魔で、ワセックスの第1秘書。
- ヘレク - スティーヴ・モーツァキス

ナベリアスに仕えるデーモン。
- ヴィクター・フランケンシュタイン博士 - エイデン・ヤング
- ケジアー - ケイトリン・ステイシー

ガーゴイル。
- バラケル - デニス・アクデニス
- エリザベス・フランケンシュタイン - ヴァージニー・ル・ブルン
- サルゴン - ペニー・ヒッグス

## 製作
『アンダーワールド』の脚本家ケヴィン・グレイヴォーは2010年に本作の第1稿の映画化権をレイクショア・エンターテインメントに売り渡した。原作はグレイヴォーの所属するダークストーム・スタジオが出版した同名グラフィックノベルである。レイクショア・エンターテインメントはロサンゼルスにあるインディペンデント系の映画製作会社で、『アンダーワールド』シリーズを制作している。レイクショアは2011年の早い時期に、本作の脚本の修正と監督をスチュアート・ビーティーに依頼したという。2011年11月、オーストラリアのメルボルンで本作の製作が開始されることと、ホップスコッチ・フィーチャーズが本作の製作陣に加わることが決まった。
ドックランズ・スタジオ・メルボルンを拠点に、主要撮影は2012年2月27日から開始された。撮影はオーストラリアビクトリア州を中心に10週間以上にもわたり、複数のシーンがメルボルン大学のオーモンド・カレッジで撮影された。なお、本作の撮影によって500人以上の雇用が生み出された。
2011年10月7日、アーロン・エッカートが主役を演じるという報道が出た。エッカートは自らが演じたアダムについて「フランケンシュタインには知性があり、進化した人間であるといえる。そんな風にアダムは本作のなかで描かれている。当然のことだよね」と述べている。2011年11月、イヴォンヌ・ストラホフスキーが死者蘇生を試みる科学者を、ミランダ・オットーがガーゴイルの女王を演じることが決定した。
ビル・ナイは自らが演じたナベリアス王子について「悪魔に成り下がった天使の一人という本作の嫌な役の一人だ」と語っている。なお、エッカートとオットーは3か月間、フィリピン武術エスクリマの専門家であるロン・ブリッキとディアナ・リー・イノサントの指導の下訓練を行った。

## 公開
北米公開日は当初、2013年2月22日に設定されていた。しかし、公開の5か月前に、2013年9月13日公開となった。2013年2月、本作は3Dで上映されるという発表があった。2013年4月、北米公開日が2014年1月24日に再度変更された。1月20日にアルゼンチンのブエノスアイレスでワールドプレミアを迎えた後、22日から24日にかけて23の国と地域で公開されることになった。2013年9月17日、本作はIMAXで上映できるように、デジタル・リマスター化されたとの報道があった。

### 興行収入
アメリカでの公開初週に860万ドルを稼ぎ出し、週末興行収入ランキング初登場6位となった。

### ホームメディア
アメリカにおいて、本作のDVDとブルーレイは2014年5月13日に発売された。

## 評価
本作は厳しい批判にさらされている。映画批評集積サイトのRotten Tomatoesには、86件のレビューがあり、批評家支持率は3%、平均点は10点満点で3.2点となっている。サイト側による批評家の意見の要約は「大きな声を張り上げるばかりで、物語に筋が通っていない。熱意も全く感じられない。『アイ・フランケンシュタイン』は興奮を生み出すこととキャラクターを掘り下げることに失敗した、驚くほどつまらないファンタジー・アドベンチャー映画だ」となっている。また、Metacriticには20件のレビューがあり、加重平均値は30/100となっている。
ザ・プレイリストが選ぶ「2014年のワースト映画20」では16位となった。

## クロスオーバー・続編
興行収入が振るわなかったために、本作の続編を作ることは困難になった。しかし、ケヴィン・グレイヴォーは当初から『アンダーワールド』シリーズとのクロスオーバーという形で続編を制作することに関心を示していた。本作の公開前のインタビューで、クレイヴォ―は「当初の予定ではケイト・ベッキンセイルにノンクレジットでセリーン役としてカメオ出演してもらうことになっていた。それが本作における『アンダーワールド』のイースターエッグになるはずだった。しかし、実現しなかった」と述べている。